# Захарково (Чеховский район)
Захарково — деревня в Чеховском районе Московской области, в составе муниципального образования сельское поселение Стремиловское (до 28 февраля 2005 года входила в состав Стремиловского сельского округа).

## Население
| 2002 | 2006 | 2010 |
| ---- | ---- | ---- |
| 0    | →0   | ↗5   |

## География
Захарково расположено примерно в 15 км на северо-запад от Чехова, на запруженной реке Бобровке (правый приток реки Лопасни), высота центра деревни над уровнем моря — 172 м. На 2016 год в Захарково зарегистрированы 1 улица — Центральная и 1 садовое товарищество.